# Эрбиль, Лейла
Лейла Эрбиль (тур. Leylâ Erbil; 12 января 1931, Стамбул — 19 июля 2013, там же) — одна из ведущих писательниц Турции на рубеже XX-XXI веков, автор семи романов, трёх сборников рассказов и книги очерков. Первая турецкая писательница, номинированная международным ПЕН-клубом на Нобелевскую премию по литературе в 2002 году. Эрбиль была соучредителем Союза турецких художников и Синдиката писателей Турции.

## Биография
Вторая из трёх детей, Лейла Эрбиль родилась в Стамбуле, в семье Эмине Хурие Ханым (Emine Huriye Hanim) и Хасана Тахсина (Hasan Tahsin). Она посещала Школу для девочек в районе Стамбула Кадыкёй, а затем училась на факультете английского языка и литературы Стамбульского университета. Эрбиль вышла замуж за своего первого мужа, Айтека Шая (Aytek Şay) в 1951 году после окончания первого курса университета. Этот брак, хотя и не долгий, явился причиной того, что Эрбиль пришлось сделать перерыв в обучении. Она вернулась в университет после развода. С будущим вторым мужем, Мехметом Эрбилем (Mehmet Erbil), она познакомилась, когда работала секретарём-переводчиком в компании Скандинавские авиалинии в 1953 году. Ей вновь пришлось прервать обучение, когда она была на последнем курсе, и уже не довелось окончить образование. Супруги переехали в Измир, где в 1960 году Лейла Эрбиль родила свою единственную дочь — Фатош Эрбиль-Пынар (Fatoş Erbil-Pınar). Позднее она вернулась в Стамбул.
В 2005 году писательнице был поставлен диагноз «лангергансоклеточный гистиоцитоз», и в течение восьми лет она мужественно боролась со своей болезнью. Однако в 2013 болезнь победила. 19 июля 2013 года, в возрасте 82 лет, Лейла Эрбиль скончалась в стамбульской больнице, где она проходила курс лечения печеночной недостаточности и респираторных проблем, побочных эффектов её заболевания.

## Общественная и политическая деятельность
В 1960-е годы Лейла Эрбиль участвовала в деятельности и работала в Управлении по искусству и культуре Рабочей партии Турции, наиболее влиятельной социалистической партии того времени, пока та не слилась с Коммунистической партией Турции в 1988 году и не перестала существовать в качестве независимой партии. В 1970 году Эрбиль стала одной из немногих членов-учредителей Союза турецких художников. Четыре года спустя, в 1974 году, она стала членом-основателем Синдиката писателей Турции. В качестве основателя, она принимала участие в разработке устава Синдиката совместно со своими друзьями-единомышленниками. Одновременно она являлась членом международного ПЕН-клуба.
В 1999 году Эрбиль кандидатом в депутаты Великого национального собрания Турции (парламент Турецкой Республики, меджлис) от Партии свободы и солидарности (ПСС). Позднее Эрбиль вышла из этой партии из-за разногласий с некоторыми из её идей.

## Литературное творчество
Лейла Эрбиль начала писать рассказы, когда работала секретарём и переводчиком. Её первые поэтические публикации появились в 1945 году, но она стала более известна благодаря своим рассказам, которые начали публиковаться в различных журналах в 1950-е годы. В основе её историй, как правило, эмоциональные и социологические конфликты личности и общества. Будь то история любви, семейная история, или рассказ о политической и социальной жизни общества, она, как правило, описывает противоречивые состояния и ситуации. Отказавшись от традиционных методов турецкой литературы и от привычного синтаксиса турецкого языка, Эрбиль разработала уникальный стиль, а также использовала оригинальные формы выражения, черпая вдохновение из учения Зигмунда Фрейда. Она стремилась найти новый «повествовательный голос» для изображения экзистенциальной борьбы современного человека, сталкивающегося с обществом. Эрбиль известна своим умением наблюдать за личностью с различных социальных позиций, а для её рассказов характерно стремление отобразить многомерность реальности.
Её первый рассказ (Hallaç/Чесальщик) вышел в 1961 году. Первый роман (Tuhaf Bir Kadın /Странная женщина), опубликованный в 1971 году, является признанным шедевром. Успех у критиков этого романа, бросающего решительный женский взгляд на мир мужчин и написанного новаторским языком, способствовал тому, что Эрбиль стали сравнивать с Вирджинией Вульф. Роман считается новаторским, так как впервые в турецкой литературе в нём были подняты такие неоднозначные проблемы, как инцест, а также сексуальное и физическое насилие. Роман «Странная женщина» был опубликован в то время, когда слово «феминизм» ещё не пополнило словарный запас турецкого языка и турецкую ментальность. Именно поэтому феминистки считают его первым в своём роде. С помощью своих уникальных синтаксических конструкций и самобытного стиля, который Лейла Эрбиль усовершенствовала в этом романе, она произвела настоящий прорыв в турецкой литературе и проложила путь для других.
Выход сборника рассказов Gecede (Ночью) укрепил её репутацию великолепного комментатора вопросов, связанных с положением женщин. Последовавшие романы — Karanlığın Günü (День тьмы) и Mektup Aşkları (Любовные письма) были опубликованы в мрачную эпоху 80-х, в 1985 и 1988 годах соответственно. 90-е она посвятила написанию эссе, прежде чем выпустить в 2001 году новый роман — Cüce (Карлик), ещё один из её шедевров, изобилующий чёрным юмором.
В романе Kalan (Оставшиеся), опубликованном в 2011 году, рассказывается о трагических событиях в жизни мультикультурных сообществ Стамбула, увиденных глазами космополитичной и мятежной главной героини Лахзен.

## Признание
В 2002 году Эрбиль была номинирована на Нобелевскую премию по литературе международным ПЕН-клубом, таким образом став первой турецкой писательницей, номинированной в этой категории.
Её произведения были переведены на английский, французский и немецкий языки. В 1979 году она была избрана почетным членом Университета штата Айова.

## Произведения
- 1961: Hallaç / Чесальщик шерсти, сборник рассказов
- 1968: Gecede / Ночью, сборник рассказов
- 1971: Tuhaf Bir Kadın / Странная женщина, роман
- 1977: Eski Sevgili / Бывшая возлюбленная, сборник рассказов
- 1985: Karanlığın Günü / День тьмы, роман
- 1988: Mektup Aşkları / Любовные письма, роман
- 1998: Zihin Kuşları / Птицы мыслей, эссе
- 2001:  Cüce / Карлик, роман
- 2005: Üç Başlı Ejderha / Трёхглавый дракон, роман
- 2011: Kalan / Оставшиеся, роман
- 2013: Tuhaf Bir Erkek / Странный мужчина, роман